# Колян Едгар Рудікович
Колян Едгар Рудіковіч (рос. Колян Эдгар Рудикович, 9 січня 1986, Арташат) — заслужений майстер спорту Росії, дворазовий чемпіон світу з Кудо (2005, 2009), володар кубка світу з Кудо (2011), триразовий чемпіон Росії з Кудо. Учасник і переможець різних турнірів з сучасного Панкратіону, Рукопашному бою і боїв за правилами MMA. На всіх міжнародних турнірах, після 2005 року, представляє Росію. До цього, в тому числі на Чемпіонаті Світу з Кудо 2005 року, представляв Вірменію.